# Anastassija Dmitrijewna Kirpitschnikowa
Anastassija Dmitrijewna Kirpitschnikowa (französisch Anastasiia Kirpichnikova; russisch Анастасия Дмитриевна Кирпичникова, wiss. Transliteration Anastasija Dmitrievna Kirpičnikova; * 24. Juni 2000 in Asbest, Oblast Swerdlowsk, Russland) ist eine in Russland geborene französische Schwimmerin.

## Biografie
Bei den Europaspielen 2015 in Baku gewann Kirpitschnikowa drei Medaillen. 2019 nahm sie erstmals an einer Weltmeisterschaft teil, konnte sich aber weder über 800 noch über 1500 m Freistil für das Finale qualifizieren. Bei den Europameisterschaften 2020 in Budapest konnte sie mit Silber über 800 und 1500 m Freistil sowie Bronze mit der 4 × 200-m-Mixed-Staffel, drei weitere Medaillen gewinnen. Ein Jahr später folgten Silber über 800 m Freistil bei den Kurzbahnweltmeisterschaften in Abu Dhabi sowie drei Goldmedaillen bei den Kurzbahneuropameisterschaften in Kasan. Zudem nahm Kirpitschnikowa an den Olympischen Sommerspielen in Tokio teil, wo sie über 800 und 1500 m Freistil jeweils das Finale erreichte. Seit April 2023 startet Kirpichnikova für Frankreich.
Bei ihrer zweiten Olympiateilnahme in Paris 2024 gewann Kirpichnikova die Silbermedaille über 1500 m Freistil.
Bei den Kurzbahnweltmeisterschaften im Dezember 2024 gewann Kirpichnikova in Budapest die Bronzemedaille.